# 厦门市公交线路列表
本条目介绍的是中华人民共和国福建省厦门市的公交线路。厦门市有公交线路372条（包括厦门快速公交BRT线路和高峰区间线路），大部分公交线路的运营由厦门公交集团负责，厦门公交集团有公交车4418辆。公共交通场站的开发建设由厦门公共交通场站有限公司负责。

## 线路编号规则
厦门公交现有的线路编号规则自2010年10月1日起实行。

### BRT编号规则
BRT的编号使用“快X路”以及“公交机场专线”（现已并入常规公交序列）。

### 厦门岛内线路编号规则
所有线路中，仅在厦门岛内运行的干线公交线路使用1-299路号，岛内高峰区间线路使用300-359路号，思明区社区公交线路使用400-419路号，湖里区社区公交线路使用420-459路号。

### 厦门岛外及跨岛内外线路编号规则
岛外及跨岛内外线路编号中，同安区、翔安区、海沧区、集美区的代表数字分别为6、7、8、9。岛外线路都是三位数。若是跨岛内外线路，则线路号的第一位是该线路驶往辖区的代表数字，而第二位数字为“4”或者“5”。若是跨岛内外高峰线路，则线路号前两位均为驶往辖区的代表数字。若是岛外各区之间的往来线路，则线路号的前两位数字是两个区的代表数字，第一位的数字由该线路承运的分公司所在区决定。若是岛外各区区内线路，则线路号的第二位数字会采用“0”、“1”、“2”或“3”，若是往返岛内外的高峰线路，则线路号的首位数和第二位数字会一致。岛外高峰区间线路和岛外社区公交线路编号分别以3、4开头，第二位为该线路所在区的代表数字。跨区且停站较少的线路会在线路号后加上“快线”二字。

### 地铁接驳线路编号规则
地铁接驳公交以M开头，为“M某路”。

### 定制公交编号规则
定制公交以D开头，为“D某路”。

### 临时接驳线
临时接驳线编号为“临某路”。

### 旅游专线
同安旅游专线编号为“同游某路”。
集美旅游专线编号为“集游某路”。

### 编号举例说明
- 9路，岛内线路
- 22路，岛内线路。
- 113路，岛内线路。
- 304路，岛内高峰区间线路。
- 370路，翔安区高峰区间线路。
- 403路，思明区社区公交。
- 437路，湖里区社区公交。
- 495路，集美区社区公交。
- 606路，同安区内线路。
- 657路，同安区跨岛内外线路。
- 640路快运，同安区跨岛内外快线。
- 680路，同安区来往海沧区，由同安公司承运的线路。
- 718路，翔安区内线路。
- 755路，翔安区跨岛内外线路。
- 740路快线，翔安区跨岛内外快线。
- 761路，翔安区来往同安区，由翔安公司承运的线路。
- 820路，海沧区内线路。
- 859路，海沧区跨岛内外线路。
- 847路快线，海沧区跨岛内外快线。
- 886路，海沧区跨岛内外高峰线路。
- 892路，海沧区来往集美区，由海沧公司承运的线路。
- 898快线，海沧区来往集美区，由海沧公司承运的快线。
- 921路，集美区内线路。
- 941路，集美区跨岛内外线路。
- 953快运，集美区跨岛内外快线。
- 983路，集美区来往海沧区，由集美公司承运的线路。
- 992路，集美区跨岛内外高峰线路。

值得注意的是，海沧来往漳州角美的线路号与海沧区内线路号编号规则相同；同安来往安溪大坪的线路号与同安区内线路编号规则相同。

## 收费
厦门公交线路的单程全程收费最高不超过2元人民币（614路、827路、853路和BRT除外）。其中：
- 岛内公交线路全程1元，岛外区内公交线路全程1元；

- 跨岛内外线路、岛外跨区线路、跨岛内外区间线路都是上车起步1元，至于有没有跨段加收1元，全程2元，要视线路长度而定；[3]

- 650路、651路、659路、740路、750路、759路、898路、953路、955路和957路等大站快运线路都是起步2元，全程2元；

- 827路、830路和853路因为进入了漳州市辖境，收费特殊，起步1元，827路全程3元，830路全程2元，853路全程5元，614路因为进入了泉州市辖境，厦门段起步1元，泉州段起步2元，全程3元；

乘客可以通过现金或e通卡支付搭乘公交的车费，使用e通卡乘坐普通公交可以打八折，乘坐BRT打九折。学生使用学生优惠卡乘坐公交可以打五折，65周岁以上老年人凭优待证乘坐公交免费。此外，厦门全市公交线路亦可使用交通联合卡，二维码方面则可使用支付宝、微信支付和云闪付扫码支付车费，但暂不享受折扣优惠（在二维码乘车方面，各平台会不定期举行优惠活动）。
2019年12月1日起，厦门市开始执行公共交通换乘票价优惠制度。乘客持同一张e通卡乘坐常规公交、轨道交通、快速公交三者之间换乘，均可享受换乘优惠，其中普通e通卡在现行刷卡折扣的基础上再优惠0.8元，学生e通卡在现行刷卡折扣的基础上再优惠0.5元。
2023年4月1日起，厦门公交集团推出学生月票优惠活动，厦门市中小学生可在原有学生易通卡的基础上开通学生月票功能。所有学生均可以以10元/月的价格购买仅供本人使用的学生月票；小学生可以以20元/月的价格购买可供本人和家长使用的学生月票。购买月票并写入学生卡后，使用者在乘坐普通公交时，不另行计费。地铁、快速公交仍按照现有规则计费。换乘优惠按现有政策执行。。

## 线路表

### 岛内线路
| 线路 编号 | 所属分公司       | 起讫站                             | 主要途经路段                                                                                      | 首末班                                                                | 备注 |
| --------- | ---------------- | ---------------------------------- | ------------------------------------------------------------------------------------------------- | --------------------------------------------------------------------- | --- |
| 1路       | 鹭城巴士         | 厦大 —— 火车站南广场               | 思明南路，厦禾路                                                                                  | 厦大：5:50-0:30 火车站：5:50-1:00                                     | |
| 2路       | 鹭城巴士         | 第一码头 —— 上李铁路休养院         | 轮渡，思明南路，环岛路                                                                            | 第一码头：6:10-23:00 上李：6:10-23:00                                 | |
| 3路       | 鹭城巴士         | 莲花五村 —— 第一码头               | 火车站，文园路，轮渡                                                                              | 莲花五村：5:50-22:40 第一码头：5:40-23:25                             | |
| 4路       | 鹭城巴士         | 七星公交场站 —— 文屏               | 和旭路，湖滨西路，轮渡， 大同路（上行）， 思明东路（下行）， 公园东路，文灶                       | 七星西路：6:30-22:00 文屏：6:25-22:20                                 | |
| 5路       | 鹭城巴士         | 香山海景苑 —— 香山海景苑           | 望海路，环岛干道， 吕岭路                                                                         | 香山海景苑：07:30-20:30                                               | 软件园二期内线路 |
| 6路       | 鹭城巴士         | 五通客运码头 —— 火车站（湖东）     | 五缘湾，仙岳路，台湾街， 莲坂                                                                     | 五通码头：6:20-21:30 火车站：6:00-22:00                               | |
| 7路       | 鹭城巴士         | 高崎T4公交场站 —— 松柏             | 五缘湾，金湖路，台湾街， 莲岳路                                                                   | 高崎T4：06:00-21:30 松柏：06:40-22:10                                 | 原132路 |
| 8路       | 鹭城巴士         | 松柏汇成 —— 第一码头               | 体育路，岳阳小区，湖中， 禾祥西路（下行）， 厦禾路（上行）， 公园东路，轮渡                       | 汇成：6:05-22:00 第一码头：6:40-22:40                                 | |
| 9路       | 鹭城巴士         | 象屿保税区 —— 火车站（湖东）       | 海天路，仙岳隧道， 岳阳小区（上行）， 体育路，湖明路                                              | 象屿保税区：06:10-22:00 火车站：06:40-22:40                           | |
| 10路      | 鹭城巴士         | 乌石浦油画村 —— 轮渡公交场站       | 台湾街，莲坂，湖滨南路， 思明南路（上行）， 鹭江道，厦禾路（下行）                                | 乌石浦：6:10-22:50 轮渡：5:45-23:10                                   | |
| 11路      | 鹭城巴士         | 火炬园 —— 轮渡公交场站             | 新丰路，石头皮山，万景， 南山路，海天路，东渡路， 思明南路（上行）， 鹭江道，厦禾路（下行）       | 火炬园：5:40-22:30 轮渡：6:20-23:10                                   | |
| 12路      | 鹭城巴士         | 厦港公交场站 —— 公交大厦           | 鹭江道，禾祥西路， 湖滨南路，槟榔新村，莲岳路                                                     | 厦港公交场站：6:30-23:00 公交大厦：6:00-22:20                         | 原118路莲岳路至轮渡段 |
| 14路      | 鹭城巴士         | 渔港东路 —— 湖里竹坑               | 寨上，嘉园路， 华泰路，海天路                                                                     | 渔港东路：06:30-21:00 湖里竹坑：06:30-21:30                           | 原135路石湖山至湖里竹坑段                                                                                                  |
| 15路      | 鹭城巴士         | 第一码头 —— 枋湖长途车站           | 鹭江道，厦禾路， 白鹭洲，岳阳小区，南山路                                                         | 第一码头：6:30-22:35 枋湖：6:00-22:00                                 | |
| 16路      | 鹭城巴士         | 石头皮山 —— 万寿                   | 嘉园路，湖里公园， 长岸路，岳阳小区， 槟榔，火车站，文灶                                          | 石头皮山：6:10-22:10 万寿：6:20-22:00                                 | |
| 17路      | 鹭城巴士         | 石泉干休所 —— 浦南新村             | 白鹿路，文园路，火车站， 东浦路                                                                   | 石泉：7:40-18:50 浦南：7:10-18:25                                     | 全线仅一辆巴士行走 |
| 18路      | 鹭城巴士         | 黄厝公交场站 —— 枋湖长途车站       | 环岛路，前埔南区， 金山路，枋湖村                                                                 | 黄厝：6:00-22:00 枋湖：6:40-22:00                                     | 双层巴士 |
| 19路      | 鹭城巴士         | 会展中心 —— 第一码头               | 前埔南区，莲前，火车站， 文园路，轮渡                                                             | 会展：6:10-00;00 第一码头：6:20-00:10                                 | |
| 20路      | 鹭城巴士         | 厦大学生公寓 —— 禾山路             | 环岛路，思明南路， 湖滨南路，湖滨东路， 南山路                                                    | 厦大公寓：6:35-22:00 禾山路：6:20-22:00                               | |
| 21路      | 鹭城巴士         | 胡里山公交场站 —— 莲坂国贸         | 思明南路，镇海路， 文园路，厦禾路                                                                 | 胡里山：06:00-21:30 莲坂国贸：06:30-22:10                             | 原659路莲坂至胡里山段 |
| 22路      | 鹭城巴士         | 厦大学生公寓 —— 旗山               | 环岛路，思明南路， 东渡路，华昌路                                                                 | 厦大学生公寓：06:00-22:40 旗山：06:15-22:30                           | 与135合并 |
| 23路      | 鹭城巴士         | 吉家家世界总站 —— 六中东渡校区     | 金尚路，龙山中路， 莲花，仙岳路                                                                   | 六中东渡校区：06:40-22:00 吉家家：06:10-21:30                         | 原846路岛内段 |
| 24路      | 鹭城巴士         | 高林公交场站 —— 六中东渡校区       | 仙岳路，金山小区                                                                                  | 高林西公交场站：06:20-23:00 东渡六中：06:25-22:40                     | 双层巴士 |
| 25路      | 鹭城巴士         | 厦港公交场站 —— 江头后埔           | 湖滨西路，湖滨南路， 白鹭洲，岳阳小区， 仙岳路                                                    | 厦港公交场站：6:00-23:00 江头后埔：6:00-23:00                         | |
| 26路      | 鹭城巴士         | 怡景花园 —— 石村                   | 湖里大道，东渡路， 湖滨中路（上行）， 湖滨南路（上行）， 白鹭洲（下行）， 厦禾路（下行）， 莲前路 | 怡景：6:20-22:20 石村：6:10-22:00                                     | 双层公交 |
| 27路      | 鹭城巴士         | 县后公交场站 —— 建兴路             | 联想，T3候机楼（上行）， 枋钟路，嘉禾路， 湖滨南路，白鹭洲路                                      | 县后：6:15-22:00 建兴路：6:00-22:30                                   | |
| 28路      | 鹭城巴士         | 五通泥金公交场站 —— 滨南中山医院   | 观音山，软件园，前埔南区， 莲前路，东浦路                                                         | 五通泥金：6:15-22:50 滨南中山医院：6:15-23:15                         | |
| 29路      | 鹭城巴士         | 软件园 —— 第一码头                 | 石村，前埔南区， 环岛路，思明南路，轮渡                                                           | 软件园：6:00-23:05 第一码头：6:40-23:40                               | |
| 30路      | 鹭城巴士         | 会展北公交场站 —— 轮渡公交场站     | 前埔南区，莲前， 湖滨南路，厦禾路                                                                 | 会展北：6:10-21:50 轮渡：6:55-23:00                                   | |
| 32路      | 鹭城巴士         | 松柏汇成 —— 厦大(南普陀)           | 槟榔，湖光路，湖中， 文园路，虎园路，思明南路                                                     | 汇成：06:00-22:00 厦大(南普陀：06:45-22:45                            | 原35路厦大（南普陀）至湖中路口后接32原线路                                                                                 |
| 33路      | 鹭城巴士         | 麦德龙 —— 火车站（湖东）           | 殿前村，SM，松柏， 莲坂                                                                           | 麦德龙：6:00-22:30 火车站：6:12-23:10                                 | |
| 34路      | 鹭城巴士         | 殿前铁路宿舍 —— 金尚公交场站       | 殿前村，海天路，南山路， 台湾街，吕岭路                                                           | 殿前铁路宿舍：6:00-22:40 金尚：6:30-23:00                             | 131殿前村段接原34路 |
| 37路      | 鹭城巴士         | 县后公交场站 —— 火车站（湖东）     | 联想，T3候机楼（上行）， 金尚路，莲前西路                                                         | 县后：6:20-0:10 火车站：6:20-0:10                                     | |
| 38路      | 鹭城巴士         | 高林公交场站 —— 梧村车站           | 软件园，吕岭路，金尚路， 莲前                                                                     | 高林西：6:30-22:00 梧村：6:30-22:25                                   | |
| 39路      | 鹭城巴士         | 软件园 —— 嘉园路                   | 吕岭路，台湾街，南山路， 万景                                                                     | 软件园：6:26-22:00 嘉园路：6:25-21:50                                 | |
| 40路      | 鹭城巴士         | 第一码头 —— 中埔                   | 厦禾路，嘉禾路                                                                                    | 第一码头：7:00-20:35 中埔：6:05-19:30                                 | |
| 41路      | 鹭城巴士         | 石湖山公交场站 —— 高崎T3候机楼     | 保税区，南山路，中医院，金尚路                                                                    | 石湖山：6:30-21:50 T3候机楼：6:30-21:40                               | |
| 42路      | 鹭城巴士         | 文屏 —— 复旦中山厦门医院总站       | 火车站，台湾街，枋湖村                                                                            | 文屏：6:20-22:35 复旦中山厦门医院总站：6:28-22:00                     | |
| 43路      | 鹭城巴士         | 渔港东路 —— 火车站（湖东）         | 保税区，东渡路，湖滨南路                                                                          | 渔港东路：6:20-22:20 火车站：6:20-22:25                               | |
| 44路      | 鹭城巴士         | 万翔物流园 —— SM城市广场2          | 高崎新村，嘉禾路                                                                                  | 万翔：6:40-22:00 SM：7:10-22:30                                       | |
| 45路      | 鹭城巴士         | 金尚公交场站 —— 厦大（南普陀）     | 莲花三村，湖滨南路， 思明南路                                                                     | 金尚：6:15-22:00 厦大：6:15-22:25                                     | |
| 46路      | 鹭城巴士         | 高林居住区 —— 七星公交场站         | 仙岳路，金尚，吕岭路， 湖滨北路                                                                   | 高林居住区：6:30-22:10 七星：6:30-22:10                               | 原31路厦门茶厂至吕厝段接46路原线路后东端延长                                                                               |
| 47路      | 鹭城巴士         | 软件园 —— 厦大西村                 | 前埔南区，云顶隧道， 环岛路                                                                       | 软件园：6:20-21:35 西村：6:30-21:50                                   | |
| 48路      | 鹭城巴士         | 溪头下公交场站 —— 火车站（湖东）   | 环岛路，思明南路， 禾祥西路，禾祥东路                                                             | 溪头下：6:00-22:00 火车站：6:35-22:30                                 | 原122路溪头下至胡里山段接原48路                                                                                            |
| 50路      | 鹭城巴士         | 湖边花园B区 —— 火车站南广场        | 前埔路，文兴隧道，东浦路                                                                          | 湖边花园：6:30-22:30 火车站：6:30-22:30                               | |
| 51路      | 鹭城巴士         | 邮轮中心码头 —— 厦港公交场站       |                                                                                                   | 邮轮码头：6:30-19:00 厦港公交场站：06:45-20:00                        | |
| 52路      | 鹭城巴士         | 火车站南广场 —— 厦大学生公寓       | 文屏，上李，曾厝垵西路                                                                            | 站南广场：6:30-19:00 厦大公寓：6:30-19:00                             | 由于52路行驶道路较为危险，故实行限客措施（即不准有乘客站立），当车前挂有客满指示牌时，请耐心等待下一班或选择其他方式出行。 |
| 58路      | 鹭城巴士         | 观音山商业街 —— 东渡公交场站       | 莲前东路，莲前西路，湖滨东路， 湖滨北路                                                           | 观音山：7:00-21:45 东渡：6:15-21:45                                   | |
| 68路      | 鹭城巴士         | 观音山运营中心 —— SM城市广场2      | 吕岭路，金尚，枋湖客运站                                                                          | 观音山：6:20-22:30 SM：6:10-22:50                                     | |
| 70路      | 快速公交运营公司 | 五缘湾西公交场站 —— 五缘湾公交场站 | 泗水道，五缘湾道， 金山路                                                                         | 五缘湾西：7:00-21:00 五缘湾：7:00-21:00                               | 环五缘湾线路。地铁2号线湿地公园站，3号线湖里创新园站，BRT双十中学站接驳线路                                                |
| 71路      | 快速公交运营公司 | 厦大西村 —— brt第一码头            | 轮渡，鹭江道，民族路，沙坡尾                                                                      | 厦大西村：5:50-22:40 第一码头：6:10-22:40                             | 原L1线，BRT第一码头站接驳线路                                                                                              |
| 73路      | 快速公交运营公司 | 五缘湾公交场站 —— 莲花五村         | 洪文路，BRT东芳山庄，谊爱路                                                                       | 古地石社：6:30-21:30 莲花五村：6:30-21:30                             | 原L11线，BRT卧龙晓城、东芳山庄站接驳线路，古地石社场站清退后延长                                                           |
| 75路      | 快速公交运营公司 | 古地石社 —— 国贸阳光               | 蔡塘、云顶中路、BRT金山、祥岭路                                                                   | 古地石社：6:10-21:00 国贸阳光：6:20-22:25                             | 原L15线，BRT金山站接驳线路                                                                                                 |
| 78路      | 快速公交运营公司 | 高崎t3候机楼 —— BRT高崎机场        | 翔云三路，翔云一路，云顶北路，县后，钟宅                                                          | T3：6:30-22:10 五缘二中：6:10-22:30                                   | 原L18，L19线，BRT县后站、高崎机场站接驳线路                                                                                |
| 80路      | 鹭城巴士公司     | 象屿保税区 —— 火车站（湖东）       | 长乐路，华荣路，湖滨东路                                                                          | 保税区：6:25-22:15 火车站：6:25-22:20                                 | 双层公交 |
| 81路      | 鹭城巴士公司     | 万翔物流园 —— 莲花二村             | 高崎北三路，枋钟路，金尚路， 尚忠（下行），T3候机楼（下行）， 金湖路，台湾街                      | 万翔：6:40-22:20 莲花二村：6:30-22:30                                 | |
| 82路      | 公交集团翔安公司 | SM兴山路—— 五通客运码头            | 金湖路，云顶北路，仙岳路， 五缘湾                                                                 | SM：6:30-21:00 五通码头：6:30-21:00                                   | |
| 84路      | 鹭城巴士公司     | 高崎T4候机楼 —— 建兴路             | 厦禾路，东渡路，兴湖路， 枋钟路，岐山北二路                                                       | 第一码头：6:30-22:00 T4候机楼：6:30-22:00                             | |
| 86路      | 公交集团海沧公司 | 胡里山公交场站 —— 枋湖长途车站     | 民族路，镇海路，白鹭洲， 湖滨北路，体育路，仙岳路，禾山路                                         | 胡里山：6:10-22:10 枋湖：6:15-22:12                                   | |
| 87路      | 鹭城巴士公司     | 邮轮中心码头 —— 上李铁路休养院     | 东渡路，白鹭洲，公园东路， 钟鼓隧道，环岛路                                                       | 邮轮码头：6:00-22:00 上李：6:20-22:00                                 | 每日20:00以后运行区间改为 【东渡公交场站 —— 上李铁路休养院】                                                               |
| 88路      | 鹭城巴士公司     | 第一码头 —— 五通泥金公交场站       | 思北路口（上行），滨北中行， 体育路，吕岭路，软件园，环岛干道，高林居住区                         | 第一码头：6:30-21:30 五通泥金：6:30-21:20                             | |
| 91路      | 公交集团翔安公司 | 观音山运营中心 —— 高崎T4候机楼     | 莲前路，金尚路，吉家家， 岭下，林后，T3候机楼                                                     | 观音山：6:30-22:00 T4候机楼：6:30-22:00                               | |
| 92路      | 公交集团翔安公司 | 观音山运营中心 —— 厦大西村         | 软件园，前埔南区， 环岛干道，环岛路                                                               | 观音山：6:40-22:00 西村：6:30-22:00                                   | |
| 93路      | 公交集团海沧公司 | 中埔 —— 火车站南广场               | 长虹路，保税区，南山路， SM，屿后路，湖明路                                                       | 中埔：6:30-22:50 火车站南广场：6:30-22:40                             | |
| 94路      | 鹭城巴士公司     | 软件园 —— 象屿保税区               | 吕岭路，枋湖村，火炬路， 兴隆路                                                                   | 软件园：6:30-22:10 保税区：6:30-22:40                                 | |
| 96路      | 鹭城巴士公司     | 吉家家世界总站 —— 胡里山公交场站   | 金山，江头，吕岭路， 金尚路，莲前西路，火车站，公园东路， 思明南路，环岛路                        | 吉家家：6:20-22:00 胡里山：6:20-22:10                                 | |
| 97路      | 鹭城巴士公司     | 五缘湾西公交场站 —— 思明区政府     | 尚忠，石头皮山， 仙岳隧道，湖滨东路， 湖滨北路，禾祥西路，轮渡                                    | 五缘湾西：6:20-22:00 思明区政府：6:20-22:00                           | |
| 98路      | 鹭城巴士公司     | 古楼公交场站 —— 高林（眼科中心）   | 文兴东路，环岛干道，观音山                                                                        | 古楼：6:20-21:30 高林：06:55-22:05                                    | 与原401路合并 |
| 99路      | 鹭城巴士公司     | 五缘湾西公交场站 —— 第一码头       | 江头，槟榔，湖滨南路，                                                                            | 五缘湾西：6:25-23:00 第一码头：6:30-23:00                             | |
| 100路     | 鹭城巴士公司     | 厦大（南普陀） —— 厦大（南普陀）   | 思明南路，镇海路， 大同路，虎园路                                                                 | 厦大（南普陀）：07:00-22:00                                           | 环线 |
| 101路     | 鹭城巴士公司     | 会展中心公交场站 —— 六中东渡校区   | 前埔南区，莲前路，莲岳路， 仙岳路                                                                 | 会展：6:15-21:55 六中：6:15-22:00                                     | |
| 102路     | 公交集团翔安公司 | 前埔公交场站 —— 五缘湾公交场站     | 石村，金山路                                                                                      | 前埔：6:30-20:30 五缘湾：7:10-21:00                                   | |
| 103路     | 公交集团翔安公司 | 五缘湾公交场站 —— 火车站(湖东）    | 仙岳路，松柏，体育中心                                                                            | 五缘湾：6:30-22:00 火车站：6:30-22:00                                 | |
| 105路     | 鹭城巴士公司     | 红星美凯龙总站 —— 城市职业学院南   | 五缘湾道，金山路，前埔路                                                                          | 美凯龙：6:20-22:30 城市职业学院南：7:00-22:30                         | |
| 107路     | 鹭城巴士公司     | 厦港公交场站—— 寨上公交场站        | 思北路口，东渡，海天路， 南山路，天安，长浩路                                                     | 轮渡：6:00-23:30 寨上：6:00-23:30                                     | |
| 108路     | 鹭城巴士公司     | 红星美凯龙总站 —— 台贸中心         | 安岭路，枋湖北二路， 嘉禾路，殿前一路                                                             | 美凯龙：7:00-22:05 台贸中心：6:30-21:30                               | |
| 109路     | 鹭城巴士公司     | 湖里竹坑 —— 会展中心公交场站       | 湖里大道，嘉禾路，吕岭路， 金尚路，莲前路                                                         | 湖里：5:30-23:05 会展：5:30-23:05                                     | |
| 113路     | 公交集团海沧公司 | 文屏山庄 —— 寨上公交场站           | 火车站，莲岳路，SM， 天安，长乐村                                                                 | 文屏：6:30-22:00 寨上：6:30-22:00                                     | |
| 115路     | 鹭城巴士公司     | 第一码头 —— 莲花五村               | 湖滨北路，松柏，江头， 吕岭路，金尚路，莲前路， 文兴东路                                          | 第一码头：6:30-22:00 莲花五村：6:30-22:00                             | |
| 116路     | 公交集团海沧公司 | 寨上公交场站 —— 厦港公交场站       | 长乐路，海天路，仙岳隧道， 莲岳路，火车站，厦禾路                                                 | 寨上：6:30-22:00 厦港：6:30-22:00                                     | |
| 118路     | 鹭城巴士公司     | 墩上公交场站 —— 思明法院           | 双十BRT，枋湖村， 松柏，槟榔                                                                      | 墩上：6:00-22:00 思明法院：6:45-22:40                                 | 原118路拆分成118路和12路                                                                                                   |
| 123路     | 鹭城巴士公司     | 古楼公交场站 —— 思明区政府         | 前埔南区，软件园，吕岭路， 湖滨南路，公园东路                                                     | 古楼：6:00-23:00 思明区政府：6:30-23:00                               | |
| 126路     | 公交集团海沧公司 | 城市职业学院南 —— 寨上公交场站     | 前埔南区，莲前路，金尚路， 仙岳路，松柏，体育中心， 仙岳隧道，海天路                              | 城市学院南：6:30-22:30 寨上：6:15-22:30                               | |
| 127路     | 鹭城巴士公司     | 五通泥金公交场站 —— 轮渡公交场站   | 软件园，吕岭路，加州建材， 莲前路，东浦路，厦禾路                                                 | 五通泥金：5:40-23:00 轮渡：6:00-23:00                                 | |
| 128路     | 鹭城巴士公司     | 火车站南广场 —— 五通泥金公交场站   | 湖滨南路，江头，仙岳路，泥金                                                                      | 火车站：5:50-23:40 五通泥金：5:50-23:00                               | |
| 129路     | 鹭城巴士公司     | 五通泥金公交场站 —— 火车站(湖东）  | 金山路，吕岭路，莲坂                                                                              | 五通泥金：5:30-23:18 火车站：6:00-0:00                                | |
| 130路     | 鹭城巴士公司     | 象屿保税区 —— 火车站南广场         | 海天路，南山路，SM， 屿后，莲花二村，莲前， 东浦                                                  | 保税区：6:00-22:40 火车站：6:20-22:40                                 | |
| 133路     | 鹭城巴士公司     | 渔港东路 —— 火车站（湖东）         | 殿前村，嘉禾路                                                                                    | 渔港东路：6:10-22:00 梧村：7:00-22:50                                 | |
| 134路     | 鹭城巴士公司     | 红星美凯龙总站 —— SM城市广场2      | 钟宅，县后，围里，坂尚， 枋湖村（上行）， 安兜（下行）                                            | 红星美凯龙：5:50-23:00 SM：5:50-23:00                                 | |
| 137路     | 鹭城巴士公司     | 五缘湾西公交场站 —— 南山小区       | 枋湖村，火炬路，悦华路， 海天路，万景                                                             | 五缘湾西：6:00-22:50 南山小区：6:35-23:00                             | |
| 139路     | 公交集团海沧公司 | 七星公交场站 —— 文屏               | 和旭路，东渡路，鹭江道， 镇海路，文园路                                                           | 七星：6:15-22:55 文屏：6:00-23:05                                     | |
| 301路     | 鹭城巴士公司     | 东渡公交车站 —— 莲花三村           |                                                                                                   |                                                                       | 原85路 |
| 302路     | 鹭城巴士公司     | 火炬园 —— 东渡二小                 |                                                                                                   |                                                                       | 原843路火炬园至濠头段 |
| 303路     | 鹭城巴士公司     | 岳阳小区 —— 火车站（湖东）         |                                                                                                   |                                                                       | 学生通勤线 |
| 304路     | 鹭城巴士公司     | 象屿保税区 —— 围里                 | 寨上，殿前，枋钟路                                                                                | 保税区：6:55-9:15 16:00-20:50 围里：7:21-9:41 16:26-21:16             | 84路高峰区间 |
| 305路     | 鹭城巴士公司     | SM城市广场2 —— 红星美凯龙总站      | 94路火炬路、兴隆路段                                                                              | 安兜：7:07-8:52 17:50-20:20 纪念馆：7:27-8:30 17:30-21:00             | 94路高峰区间 工作日及周六运营                                                                                              |
| 309路     | 鹭城巴士公司     | 公园东门 —— 东渡公交场站           | 87路中山公园以北路段                                                                              | 东渡：7:00-9:00 17:00-19:00 公园东门：7:15-9:15 17:15-19:15           | 87路高峰区间 |
| 310路     | 鹭城巴士公司     | 第一码头 —— 上李铁路休养院         | 轮渡，演武大桥，环岛路                                                                            | 第一码头：6:36-9:07 上李：7:00-9:23                                   | 2路高峰区间 工作日运营 |
| 318路     | 公交集团海沧公司 | 文屏山庄 —— 仓里                   | 52路中段                                                                                          | 仓里：7:00-9:00 17:00-19:00 文屏山庄：7:10-8:50 17:10-18:50           | 52路高峰区间 该线路载客至平座为止，不设站席                                                                                |
| 319路     | 鹭城巴士公司     | 旗山 —— 马垅                       | 殿前                                                                                              | 马垅：08:00-08:30 旗山：17:45-18:15                                   | 马垅：工作日及周六运营 旗山：工作日运营                                                                                    |
| 321路     | 公交集团海沧公司 | 七星公交场站 —— 文屏               | 六中、东渡、二市、九中                                                                            | 七星公交场站：6:35 6:40 6:50                                          | 4,139路支援，六中学生通勤线 工作日(学校寒暑假外)运营                                                                       |
| 322路     | 鹭城巴士公司     | 莲花三村 —— 龙山桥                 | 莲花中学、莲前                                                                                    | 莲花三村 6:45-7:00 龙山桥 18:00-18:15                                 | 学生通勤线 工作日(学校寒暑假外)运营                                                                                        |
| 323路     | 公交集团海沧公司 | 特区纪念馆 —— 夏商国际商城总站     | 湖里大道，长浩路， 殿前村                                                                         | 特区纪念馆：7:25-9:45 16:00-19:30 夏商国际商城：7:00-9:20 15:35-19:05 | 原59路 93路高峰区间 工作日运营                                                                                             |
| 326路     | 鹭城巴士公司     | 县后公交场站 —— 莲花路口东站       | 同27路县后公交场站 —— 莲花路口东站部分                                                            | 县后公交场站：6:48 7:08 8:18 轮渡：7:28 7:48 8:58                     | 27路早高峰 工作日运营 |
| 329路     | 鹭城巴士公司     | 第一码头 —— 黄厝浴场               |                                                                                                   | 第一码头：8:30-20:30 黄厝浴场：8:00-20:00                             | 原临2线 法定节假日运营 |
| 401路     | 鹭城巴士公司     | 实验小学 —— 海滨大厦               | 吕岭路，蔡塘，前埔路                                                                              | 古楼：6:40-20:40 古地石：7:00-21:00                                   | 社区公交 |
| 402路     | 鹭城巴士公司     | 古楼公交场站 —— 古地石社           | 吕岭路，蔡塘，前埔路                                                                              | 古楼：6:40-20:40 古地石：7:00-21:00                                   | 社区公交 |
| 403路     | 鹭城巴士公司     | 观音山梦幻世界 —— 前埔南区         | 文兴东路，闽南大戏院，环岛路                                                                      | 观音山：7:00-21:00 前埔南：7:00-21:00                                 | 社区公交 |
| 424路     | 鹭城巴士公司     | 万翔物流园 —— 五缘湾西公交场站     | 高林、湖边                                                                                        | 万翔物流园：6:40-20:00 五缘湾西：7:05-20:25                           | 社区公交 |
| 425路     | 鹭城巴士公司     | 嘉福社区 —— 中埔                   | 嘉禾路，高崎北二路                                                                                | 嘉福社区：6:30-21:30 中埔：6:45-22:00                                 | 社区公交 |
| 426路     | 鹭城巴士公司     | 五缘湾西公交场站 —— 莲花五村       | 高林、湖边                                                                                        | 五缘湾西：6:40-20:00 莲花五村：7:05-20:25                             | 社区公交 |
| 427路     | 鹭城巴士公司     | 三航大厦 —— 五缘湾西公交场站       | 枋湖，南山路，湖里大道                                                                            | 三航大厦：6:20-20:30 五缘湾西：7:00-21:00                             | 社区公交 |
| 428路     | 鹭城巴士公司     | 旗山 —— 湖里老年活动中心           | 枋湖，火炬路，长浩路，殿前一路                                                                    | 湖里老年活动中心：7:00-20:40 旗山：6:40-20:30                         | 社区公交 |
| 429路     | 鹭城巴士公司     | 高崎t4候机楼 —— 万翔物流园         | T4，机场北                                                                                        | 物流园：早7:30-9:10晚17:10-18:50 T4：早7:50-9:30 晚17:30-19:10        | 社区公交 工作日运营 |
| 430路     | 鹭城巴士公司     | 万翔物流园 —— 湖里竹坑             | 嘉禾路，殿前村口，长乐村，长岸路                                                                  | 物流园：6:30-20:30 湖里：7:00-21:00                                   | 社区公交 |
| 431路     | 鹭城巴士公司     | 枋湖发展中心 —— 安兜               | 云顶北路，围里，金尚路 （上行），枋钟路（下行）                                                   | 枋湖发展中心：6:30-21:30 安兜：6:50-21:50                             | 社区公交 |
| 432路     | 鹭城巴士公司     | 象屿五金机电城 —— 怡景花园         | 高崎小学，殿前村口，长乐村， 悦华路                                                               | 象屿：6:30-21:00 怡景：6:30-21:05                                     | 社区公交 |
| 433路     | 鹭城巴士公司     | 市行政服务中心 —— 县后公交场站     | 五缘湾道，钟宅村口，二中，县后                                                                    | 枋湖发展中心：7:00-22:00 县后：6:30-21:30                             | 社区公交 |
| 436路     | 鹭城巴士公司     | 邮轮中心码头 —— 三航大厦           | 海山路，和通路，华昌路                                                                            | 邮轮中心：6:30-21:30 三航大厦：7:10-22:10                             | 社区公交 |
| 437路     | 鹭城巴士公司     | 殿前旗山公交场站 —— SM城市广场     | 殿前铁路宿舍，翔鹭花城， 天安工业，兴隆路                                                         | 旗山：6:40-21:00 SM：6:40-21:00                                       | 社区公交 |
| 439路     | 鹭城巴士公司     | 佐世保路 —— 五缘湾公交场站         | 五缘湾道，五通灯塔公园，钟宅路，五缘大桥，                                                        |                                                                       | 社区公交 |

### 跨岛内外及岛外线路
| 线路 编号  | 所属分公司                        | 起讫站                                       | 主要途经路段                                                             | 首末班 | 备注                                                                                                 |
| ---------- | --------------------------------- | -------------------------------------------- | ------------------------------------------------------------------------ | --- | --- |
| 600路      | 公交集团同安公司                  | 乐海公交场站 —— 罗溪                         | 白沙仑，莲花镇                                                           | 乐海：7:00 8:00 9:10 10:10 14:00 15:00 16:10 17:10 罗溪：8:05 9:05 10:15 11:15 15:05 16:05 17:15 18:15                                                          | 全程1元                                                                                              |
| 601路      | 公交集团同安公司                  | 小西门 —— 方特梦幻王国                       | 梧侣，中洲大桥                                                           | 小西门：5:50-19:15 方特：6:30-20:10 | 全程1元                                                                                              |
| 602路      | 公交集团同安公司                  | 第三医院总站 —— 竹坝新村                     | 小西门，五显镇，北辰山                                                   | 第三医院：5:40-18:35 竹坝：6:30-19:30 | 全程1元                                                                                              |
| 603路      | 公交集团同安公司                  | 同安小西门 —— 新民西塘公交场站               | 第三医院，工业集中区                                                     | 小西门：6:30-21:20 乌涂商业街：7:10-22:00 | 全程1元                                                                                              |
| 604路      | 公交集团同安公司                  | 西柯枢纽站 —— 洪塘金包银                     | 西柯镇，方特乐园                                                         | 西柯：7:00-19:40 洪塘：7:00-19:40 | 全程1元                                                                                              |
| 605路      | 公交集团同安公司                  | 凤南 —— 后垵                                 | 423县道                                                                  | 凤南：6:30 7:20 8:00 9:00 10:00 11:00 12:00 13:00 14:00 15:00 16:00 16:40 17:30 后垵：7:00 7:40 8:30 9:30 10:30 11:30 12:30 13:30 14:30 15:30 16:20 17:00 18:00 | 全程1元                                                                                              |
| 606路      | 公交集团同安公司                  | 乐海公交场站 —— 西坑                         | 白沙仑，莲花镇，白交祠                                                   | 乐海：7:15 9:10 15:00 17:20 西坑：7:00 9:30 15:00 17:20 | 全程1元                                                                                              |
| 607A路     | 公交集团同安公司                  | 乐海公交场站 —— 莲花后埔                     | 白沙仑，莲花镇                                                           | 乐海：6:00-18:40 莲花后埔：6:35-19:10 | 全程1元                                                                                              |
| 607B路     | 公交集团同安公司                  | 乐海公交场站 —— 莲花内田                     | 白沙仑，莲花镇                                                           | 乐海：5:45 8:30 9:30 13:00 16:00 内田：6:45 9:3510:30 14:00 17:00                                                                                               | 全程1元                                                                                              |
| 607C路     | 公交集团同安公司                  | 乐海公交场站 —— 蔗内                         | 白沙仑，莲花镇                                                           | 乐海：6:45 11:15 16:30 蔗内：7:30 12:00 17:25 | 全程1元 每日仅六班车往返                                                                             |
| 608路      | 公交集团同安公司                  | 轻工食品园公交场站 —— 轻工食品园公交场站     | 美禾三路、白云大道、轻工食品园                                           | 外口公寓：7:00-18:50 | 内圈环线 全程一元                                                                                    |
| 609路      | 公交集团同安公司                  | 乐海公交场站 —— 褒美                         | 朝洋路                                                                   | 同安：6:10-18:10 褒美：6:35-18:40 | 全程1元                                                                                              |
| 610路      | 公交集团同安公司                  | 岳口小区 —— 石浔村                           | 小西门，同安汽车站                                                       | 岳口小区：7:00 9:00 11:00 13:00 15:00 17:00 石浔村：8:00 10:00 12:00 14:00 16:00 18:00                                                                          | 全程1元                                                                                              |
| 611路      | 公交集团同安公司                  | 小西门 —— 荏畲村                             | 汀溪镇                                                                   | 小西门：6:30 7:10 8:10 9:00 10:00 14:10 15:10 15:50 16:50 17:30 荏畲村：7:10 8:00 9:00 9:50 10:50 15:00 16:00 16:40 17:40 18:20                                 | 全程1元                                                                                              |
| 612路      | 公交集团同安公司                  | 芸溪居住公园 —— 新民西塘公交场站             | 集安路，梧侣                                                             | 芸溪：6:30-19:30 工业集中区：7:15-20:10 | 全程1元                                                                                              |
| 613A路     | 公交集团同安公司                  | 乐海公交场站 —— 井内                         | 206省道                                                                  | 乐海：6:05-18:25 井内：6:35-18:55 | 全程1元                                                                                              |
| 613B路     | 公交集团同安公司                  | 乐海公交场站 —— 瑶市                         | 206省道                                                                  | 乐海：6:40 7:20 11:15 13:25 16:15 18:05 瑶市：7:10 8:05 11:50 14:00 17:00 18:35                                                                                 | 全程1元                                                                                              |
| 614路      | 公交集团同安公司                  | 乐海公交场站 —— 安溪大坪                     | 206省道，721乡道                                                         | 乐海：7:35 8:30 9:30 11:05 12:40 14:20 16:15 17:00 18:00 大坪：6:00 6:45 7:40 9:10 10:10 11:00 13:30 15:00 16:20                                                | 厦门境内1元，安溪境内2元，跨段点为小坪村，全程3元                                                    |
| 614路 区间 | 公交集团同安公司                  | 乐海公交场站 —— 尾林村                       | 206省道，721乡道                                                         | 乐海：8:05 11:50 17:30 尾林：6:20 9:30 16:00 | 全程1元                                                                                              |
| 615路      | 公交集团同安公司                  | 四林总站 —— 丙州东头尾                       | 影视城，同安汽车站，西柯镇                                               | 四林：6:20-18:30 丙州：6:00-18:45 | 全程1元                                                                                              |
| 616路      | 公交集团同安公司                  | 小西门 —— 汪前                               | 414县道，军山                                                            | 小西门：8:20 10:20 15:10 17:50 汪前：6:40 9:20 14:00 16:30 | 全程1元                                                                                              |
| 616路 区间 | 公交集团同安公司                  | 小西门 —— 五峰                               | 汀溪                                                                     | 小西门：8:00 9:20 10:40 15:30 17:10 五峰：6:40 8:40 10:00 14:30 16:30                                                                                           | 全程1元                                                                                              |
| 618路      | 公交集团同安公司                  | 梧侣公交场站 —— 方特梦幻王国                 | 梧侣，同安汽车站，洪塘镇                                                 | 工业集中区：6:30-18:40 方特：6:30-18:40 | 全程1元                                                                                              |
| 619路      | 公交集团同安公司                  | 乐海公交场站 —— 三秀山                       | 同安影视城                                                               | 同安：6:30-18:10 三秀山：7:00-18:40 | 全程1元                                                                                              |
| 620路      | 公交集团同安公司                  | 工业集中区大门 —— 新民西塘公交场站           | 梧侣学校                                                                 | 工业集中区：6:55-21:30 新民西塘：7:20-21:00 | 全程1元                                                                                              |
| 621路      | 公交集团同安公司                  | 工业集中区大门 —— 新民西塘公交场站           | 梧侣文化园                                                               | 工业集中区：7:00-20:30 西塘：7:05-20:05 | 全程1元                                                                                              |
| 622路      | 公交集团同安公司                  | 小西门 —— 造水村                             | 汀溪镇                                                                   | 同安：7:40 8:40 11:00 11:30 15:00 17:30 18:00 造水：6:40 7:00 8:50 10:00 14:00 16:05 16:40                                                                      | 全程1元                                                                                              |
| 623路      | 公交集团同安公司                  | 小西门 —— 半岭村                             | 汀溪客运站                                                               | 同安：6:15 7:15 8:30 9:30 14:00 14:30 16:10 16:40 半岭：7:20 8:20 9:35 10:35 15:05 15:35 17:15 17:45                                                            | 全程1元                                                                                              |
| 624路      | 公交集团同安公司                  | 溪林村 —— 竹坝客运站                         | 同安汽车站，同安影视城                                                   | 溪林：7:00-18:00 竹坝：7:00-18:00 | 全程1元                                                                                              |
| 625路      | 公交集团同安公司                  | 汀溪客运站 —— 西柯枢纽站                     | 414县道，环城西路，梧侣，西柯镇                                          | 汀溪：6:10 7:20 8:50 10:10 11:30 12:50 14:10 15:30 16:50 18:10 西柯：6:10 7:20 8:50 10:10 11:30 12:50 14:10 15:30 17:05 18:10                                   | 全程1元                                                                                              |
| 626路      | 公交集团同安公司                  | 第三医院总站—— 郭山前院                      | 同安汽车站，洪塘镇                                                       | 第三医院：6:40 8:10 9:30 10:50 12:00 13:20 14:40 16:05 17:40 郭山前院：7:20 8:45 10:05 11:25 12:40 14:00 15:20 16:55 18:10                                      | 全程1元                                                                                              |
| 627路      | 公交集团同安公司                  | 第三医院总站 —— 洪塘塘边                     | 同安汽车站，洪塘镇                                                       | 第三医院：6:25 7:35 8:50 10:10 11:25 13:00 14:20 15:40 16:55 18:20 洪塘塘边：7:00 8:06 9:25 10:45 11:50 13:35 14:55 16:15 17:25 18:50                           | 全程1元                                                                                              |
| 628路      | 公交集团同安公司                  | 小西门 —— 洋厝埔                             | 同安汽车站，新民镇                                                       | 小西门：6:30 8:10 9:50 13:00 15:00 17:00 洋厝埔：7:20 9:00 10:40 14:00 16:00 18:00                                                                              | 全程1元                                                                                              |
| 629路      | 公交集团同安公司                  | 美埔 —— 梧侣公交场站                         | 梧侣，西塘，莲花镇                                                       | 工业集中区：7:20 8:40 10:00 14:20 15:40 17:40 莲花美埔：6:30 8:00 9:20 13:40 15:00 16:30                                                                        | 全程1元                                                                                              |
| 630A路     | 公交集团同安公司                  | 乐海公交场站 —— 乐海公交场站                 | 小西门、同安第一实小、岳口小区                                           | 乐海公交场站：6:30-20:00 | 内圈环线 全程一元                                                                                    |
| 630B路     | 公交集团同安公司                  | 乐海公交场站 —— 乐海公交场站                 | 新民镇政府、南门、新西桥                                                 | 乐海公交场站：6:30-20:00 | 外圈环线 全程一元                                                                                    |
| 631路      | 公交集团同安公司                  | 同安影视城 —— 方特梦幻王国                   | 同安小西门，同安汽车站， 阳翟路                                          | 影视城：6:30-18:30 方特：6:30-18:30 | 全程1元                                                                                              |
| 632路      | 公交集团同安公司                  | 小西门 —— 堤内                               | 新西桥，414县道，421县道，680乡道                                        | 小西门：7:20 8:00 12:00 14:30 17:40 堤内：6:30 8:40 10:00 14:30 16:00                                                                                           | 全程1元                                                                                              |
| 633路      | 公交集团同安公司                  | 乐海公交场站 —— 水洋村                       | 小坪                                                                     | 乐海：6:30 16:20 水洋：7:50 17:40 | 全程1元                                                                                              |
| 634路      | 公交集团同安公司                  | 岳口小区 —— 梧侣公交场站                     | 新民、梧侣                                                               | 工业集中区：6:50-18:00 岳口小区：6:50-18:00 | 全程1元                                                                                              |
| 635路      | 公交集团同安公司                  | 轻工食品园公交场站 —— 西柯枢纽站             | 官浔                                                                     | 轻工食品园：7:00-18:20 西柯枢纽站：7:00-18:20 | 全程1元                                                                                              |
| 636路      | 公交集团同安公司                  | 乐海公交场站 —— 方特梦幻王国                 | 工业集中区                                                               | 方特：6:40-19:10 同安：6:40-19:10 | 全程1元                                                                                              |
| 637路      | 公交集团同安公司                  | 乐海公交场站 —— 淡溪村                       | 莲花镇、军营村                                                           | 乐海：6:45 14:45 淡溪：8:45 16:45 | 全程1元 每日四班车往返                                                                               |
| 638路      | 公交集团同安公司                  | 西柯枢纽站 —— BRT轻工食品园                  | 西洲                                                                     | 西柯枢纽站：7:00-18:50 轻工食品园：7:20-19:10 | 全程1元                                                                                              |
| 640路快运  | 公交集团同安公司                  | 乐海公交场站 —— 滨北东渡                     | 同安区政府、厦门实验中学、T4候机楼、云顶北路、仙岳花园、体育中心         | 乐海公交场站：6:50-19:30 滨北东渡：6:40-19:30 | 全程2元                                                                                              |
| 641路      | 公交集团同安公司                  | 影视城 —— 会展中心公交场站                   | 南门、实验中学、滨海西大道、T4候机楼、钟宅、高林、市金融中心             | 影视城：5:50-20:00 会展中心：6:50-21:10 | 上车1元，跨后田或T4候机楼加收1元，最高票价2元                                                        |
| 650路快运  | 公交集团同安公司                  | 同安影视城 —— 梧村公交场站                   | 同安小西门，同安汽车站， 同集路，集美大桥，成功大道                      | 影视城：5:10-20:10 梧村：6:30-21:45 | 全程2元                                                                                              |
| 652路      | 公交集团同安公司                  | 梧侣公交场站 —— SM公交场站                   | 同集路，集美大桥，二中， 五缘湾道，金湖路                                | 梧侣：5:10-20:00 枋湖：6:30-21:20 | 上车1元，跨段（禹洲大学城、厦门二中）加收1元，全程2元                                                |
| 653路      | 公交集团同安公司                  | 方特梦幻王国 —— 会展中心                     | 友达，翔安大道，翔安隧道， 金山路                                        | 方特：5:40-18:30（周一至周四） 5:40-19:30（周五、周末和节假日） 会展中心：6:30-19:50（周一至周四） 6:30-21:00（周五、周末和节假日）                             | 上车1元，跨国贸金融中心加收1元，全程2元                                                              |
| 655路      | 公交集团同安公司                  | 同安小西门 —— 轮渡公交场站                   | 同安小西门，同安汽车站， 同集路，湖里大道，东渡路                        | 小西门：5:20-20:50 轮渡：6:00-21:00 | 上车1元，跨禹洲大学城或高崎加收1元，最高票价2元                                                      |
| 656路      | 公交集团同安公司                  | 同安影视城 —— 第一码头                       | 洪塘路，翔安大道，翔安隧道， 软件园西门，蔡塘， 莲前西路，湖滨南路       | 第一码头：6:00-20:00 轮渡：6:30-21:00 | 上车1元，跨三忠或国贸金融中心加收1元，最高票价2元                                                    |
| 657路      | 公交集团同安公司                  | 梧侣公交场站 —— 高崎火车站（中埔）           | 新民，后溪，灌口，内茂 杏林大桥，殿前                                    | 梧侣：5:30-20:10 高崎中埔：5:40-21:00 | 上车1元，跨碗瑶或殿前一路加收1元，最高票价2元 21:00-22:00有区间车 【高崎火车站（中埔） —— 灌口涌泉】 |
| 658路      | 公交集团同安公司                  | 同安影视城 —— 梧村公交场站                   | 同集路，集美学村，嘉禾路                                                 | 影视城：5:20-21:40 梧村：6:00-23:00 | 上车1元，跨禹洲大学城或高崎加收1元，最高票价2元                                                      |
| 659路      | 公交集团同安公司                  | 岳口小区 —— 胡里山公交场站                   | 同集路，嘉禾路， 文园路，镇海路，思明南路，厦大                          | 岳口：5:25-20:50 胡里山：6:05-21:50 | 上车1元，跨禹洲大学城或高崎加收1元，最高票价2元                                                      |
| 671路      | 公交集团同安公司                  | 第三医院总站 —— 新圩邮局                     | 小西门，同安影视城，422县道                                              | 第三医院：5:50-19:30 新圩邮局：6:25-20:20 | 全程1元                                                                                              |
| 680路      | 公交集团同安公司                  | 小西门 —— 新阳                               | 新民，后溪，灌口 杏林，霞阳，新垵                                        | 小西门：5:30-18:50 新阳：6:00-19:30 | 上车1元，跨碗瑶加收1元，全程2元                                                                      |
| 690路      | 公交集团同安公司                  | 同安城东工业区 —— 厦门北站（东广场）         | 同安小西门，同安汽车站， 同集路，天马路                                  | 同安城东工业区：6:10-22:00 厦门北站：7:20-23:20 | 上车1元，跨禹洲大学城加收1元，全程2元                                                                |
| 691路      | 公交集团同安公司                  | 方特梦幻王国 —— 厦门北站（东广场）           | 西洲路，同集路，集美大道，孙坂路                                         | 方特：6:30-18:20 厦门北站：7:30-19:30 | 上车1元，跨禹洲大学城加收1元，全程2元                                                                |
| 692路      | 公交集团同安公司                  | 影视城 —— 厦门北站（东广场）                 | 同安小西门，新民，孙坂路                                                 | 东海学院：6:00-20:00 厦门北站：7:20-21:30 | 上车1元，跨碗瑶加收1元，全程2元                                                                      |
| 700路      | 公交集团翔安公司                  | 新圩 —— 新店公交场站                         | 郑坂、翔安人力资源                                                       | 新店公交场站：8:00-18:10(夏季) 8:00-17:40(冬季) 新圩：8:00-18:10(夏季) 8:00-17:40(冬季)                                                                         | 区内大站快线 全程1元 夏季：5月1日-10月31日 冬季：11月1日-4月30日                                     |
| 701路      | 公交集团翔安公司                  | 马巷枢纽站 —— 琼头                           | 郑坂，山亭，后郭                                                         | 马巷：6:20-20:00 琼头：6:00-20:30 | 全程1元                                                                                              |
| 703路      | 公交集团翔安公司                  | 新店公交场站 —— 欧厝村                       | 后房，434县道                                                            | 新店公交场：6:00-20:00 欧厝：6:30-20:30 | 全程1元                                                                                              |
| 704路      | 公交集团翔安公司                  | 马巷枢纽站 —— 莲塘边                         | 内厝，许厝                                                               | 马巷：6:00-20:00 莲塘边：6:30-20:30 | 全程1元                                                                                              |
| 705路      | 公交集团翔安公司                  | 新店公交场站 —— 下后滨                       | 西岩公路                                                                 | 新店公交场：6:00-20:00 下后滨：6:30-20:30 | 全程1元                                                                                              |
| 706路      | 公交集团翔安公司                  | 马巷枢纽站 —— 马巷何厝                       | 翔安北路，西炉                                                           | 马巷：6:00-20:00 何厝：6:30-20:30 | 全程1元                                                                                              |
| 707路      | 公交集团翔安公司                  | 马巷枢纽站 —— 厦大翔安校区                   | 内厝，443县道                                                            | 马巷：6:00-20:30 厦大翔安校区：6:30-20:40 | 全程1元                                                                                              |
| 708路      | 公交集团翔安公司                  | 新店公交场站 —— 刘五店                       | 翔安南路                                                                 | 新店公交场：6:00-20:00 刘五店：6:30-20:30 | 全程1元                                                                                              |
| 709路      | 公交集团翔安公司                  | 内厝车场 —— 大嶝山头                         | 翔安人力资源、区政府路口、同民医院                                       | 大嶝山头：8:00-18:10(夏季) 8:00-17:40(冬季) 内厝车场：8:00-18:10(夏季) 8:00-17:40(冬季)                                                                         | 区内大站快线 全程1元 夏季：5月1日-10月31日 冬季：11月1日-4月30日                                     |
| 710路      | 公交集团翔安公司                  | 马巷枢纽站 —— 内厝西塘                       | 舫阳，斗门                                                               | 马巷：6:00-20:00 西塘：6:30-20:30 | 全程1元                                                                                              |
| 711路      | 公交集团翔安公司                  | 马巷枢纽站 —— 曾厝                           | 赵岗，美山                                                               | 马巷：6:00-20:00 曾厝：6:30-20:30 | 全程1元                                                                                              |
| 712路      | 公交集团翔安公司                  | 新圩 —— 古宅                                 | 413县道                                                                  | 新圩：6:30 7:10 8:00 9:00 10:00 11:00 13:00 14:00 15:00 16:00 17:00 18:00 19:00 古宅：6:50 7:30 8:30 9:30 10:30 11:25 13:30 14:30 15:30 16:30 17:30 18:30 19:30 | 全程1元                                                                                              |
| 713路      | 公交集团翔安公司                  | 新圩 —— 大帽山                               | 422县道                                                                  | 新圩：6:30 7:40 8:50 10:00 11:10 12:25 13:35 14:45 15:55 17:05 18:30 大帽山：7:00 8:15 9:25 10:35 11:45 13:00 14:10 15:20 16:30 17:40 19:00                     | 全程1元                                                                                              |
| 714路      | 公交集团翔安公司                  | 新店公交场站 —— 莲河                         | 汇景广场，444县道                                                        | 莲河：5:50-20:15 新店公交场站：6:00-20:10 | 全程1元 原761路新店——莲河段                                                                          |
| 715路      | 公交集团翔安公司                  | 新店车场 —— 东界村                           | 翔安文教园、新店钟宅                                                     | 新店：6:00-20:00 东界：6:30-20:30 | 全程1元                                                                                              |
| 716路      | 公交集团翔安公司                  | 新店公交场站 —— 后郭村                       | 汇景广场，海翔大道                                                       | 新店公交场站：6:10-20:00 后郭：6:40-20:50 | 全程1元                                                                                              |
| 717路      | 公交集团翔安公司                  | 新店公交场站 —— 翔安新城公交场站             | 434县道                                                                  | 林前：6:30-19:00 南部新城：7:00-19:30 | 全程1元                                                                                              |
| 718路      | 公交集团翔安公司                  | 新店公交场站 —— 火炬邻里中心                 | 汇景广场，火炬外口公寓、第五医院、友达生活区                             | 新店公交场站：7:00-21:30 火炬邻里中心：7:00-21:30 | 全程1元                                                                                              |
| 719路      | 公交集团翔安公司                  | 马巷农客站 —— 火炬邻里中心                   | 火炬二期、外口公寓、第五医院、马巷枢纽站                                 | 火炬邻里中心：6:45-22:00(夏季) 6:45-21:30(冬季) 马巷农客站：6:45-22:00(夏季) 6:45-21:30(冬季)                                                                   | 全程1元 夏季：5月1日-10月31日 冬季：11月1日-4月30日                                                  |
| 720路      | 公交集团翔安公司                  | 新店公交场站 —— 莲河总院                     | 东方新城、翔安厦大                                                       | 新店公交场：6:40-20:40 莲河总院：6:00-20:00 | 全程1元                                                                                              |
| 740路快运  | 公交集团翔安公司                  | 东渡公交场站 —— 新店车场                     | 肖厝、金山、枋湖汽车站（往东渡单向）、乌石浦、康乐、市政府               | 新店车场：6:00-19:00 东渡场站：7:00-20:30 | 全程2元                                                                                              |
| 750路快运  | 公交集团翔安公司                  | 马巷车站 —— 梧村公交场站                     | 巷南路，翔安大道， 翔安隧道，仙岳路                                      | 马巷：5:10-22:00 梧村：6:20-23:30 | 全程2元                                                                                              |
| 751路      | 公交集团翔安公司                  | 厦大翔安校区 —— 厦大（南普陀）               | 201省道，翔安隧道，环岛干道， 国贸新城，环岛路                           | 厦大翔安：6:00-21:30 厦大：6:40-22:20 | 上车1元，跨高林加收1元，全程2元                                                                      |
| 752路      | 公交集团翔安公司                  | 新圩 —— 会展中心                             | 413县道，翔安大道，环岛干道                                              | 新圩：6:20-19:40 会展中心：6:30-21:05 | 上车1元，跨高林加收1元，全程2元                                                                      |
| 753路快运  | 公交集团翔安公司                  | 火炬外口公寓 —— 梧村公交场站                 | 新兴路，翔安文教园， 翔安隧道，仙岳路                                    | 火炬外口公寓：5:30-21:30 梧村公交场站：6:40-22:40 | 全程2元                                                                                              |
| 754路      | 公交集团翔安公司                  | 内厝车场 —— 前埔公交场站                     | 413县道，翔安大道，金山路                                                | 内厝：5:40-20:40 前埔：6:50-22:00 | 上车1元，跨国贸金融中心加收1元，全程2元                                                              |
| 755路      | 公交集团翔安公司                  | 上庄公交场站 —— 龙潭花园                     | 马巷，友达工业区，滨海西大道， 集美大桥，枋钟路，嘉禾路，园山南路        | 上庄：5:30-19:00 龙潭花园：6:10-21:00 | 上车1元，跨丙洲大桥或T4候机楼加收1元，最高票价2元                                                    |
| 756路快运  | 公交集团翔安公司                  | 大嶝公交车场 —— 梧村公交场站（地下站）       | 后村，翔安大道，仙岳路                                                   | 大嶝：6:00-19:30 梧村：7:20-21:00 | 全程2元                                                                                              |
| 758路      | 公交集团翔安公司                  | 翔安新城公交场站 —— 第一码头                 | 洪钟大道，翔安大道，仙岳路， 松柏，湖滨中路，湖滨南路                    | 翔安新城：5:40-20:40 第一码头：7:10-22:00 | 上车1元，跨国贸金融中心加收1元，全程2元                                                              |
| 759路快运  | 公交集团翔安公司                  | 厦大翔安校区 —— 厦大西村                     | 肖厝，高林，软件园东二门                                                 | 厦大翔安：6:50-21:00 厦大西村：8:00-22:10 | 全程2元                                                                                              |
| 760路      | 公交集团翔安公司                  | 大嶝公交车场 —— 第三医院总站                 | 后村，413县道，324国道， 同安小西门，同安汽车站                          | 大嶝：6:00-19:20 第三医院：6:03-19:15 | 上车1元，跨三忠加收1元，全程2元                                                                      |
| 762路      | 公交集团翔安公司                  | 新店车场 —— 方特梦幻王国                     | 新兴路，舫山南路，翔安北路， 翔安西路，内官                              | 新店：6:00-20:40 方特：6:40-21:30 | 全程1元                                                                                              |
| 763路      | 公交集团翔安公司                  | 新店车场 —— BRT西柯枢纽站                    | 新兴路，海翔大道                                                         | 新店：6:20-21:00 西柯枢纽：6:30-21:30 | 全程1元                                                                                              |
| 765路      | 公交集团翔安公司                  | 友达生活区 —— BRT西柯枢纽站                  | 火炬二期，方特                                                           | 友达：6:40-21:30 西柯枢纽：7:10-22:00 | 全程1元                                                                                              |
| 770路快运  | 公交集团翔安公司                  | 汇景广场 —— 七星公交场站                     | 翔安大道，仙岳路                                                         | 汇景广场：6:00-6:10 17:40-17:50 七星：7:00-7:15 19:00-19:15 | 工作日运营 全程2元                                                                                   |
| 771路      | 公交集团翔安公司                  | 第三医院总站 —— 宋坂路口                     | 444县道，413县道，324国道， 同安小西门，城南                             | 第三医院：6:40 6:50 | 原761路 上车1元，跨三忠加收1元，全程2元                                                              |
| 780路      | 公交集团翔安公司                  | 汇景广场 —— 兴港花园                         | 翔安文教园，翔安大道，仙岳路，海沧生活区                                 | 汇景广场：5:35-19:35 海沧：6:35-21:00 | 上车1元，跨国贸金融中心或岳阳小区加收1元，最高票价2元                                                |
| 790路      | 公交集团翔安公司                  | 厦大翔安校区 —— 厦门北站（东广场）           | 201省道，翔安文教园，新兴路， 翔安北路，西柯，同集路，天马路             | 厦大翔安校区：6:00-20:20 厦门北站：7:00-22:00 | 上车1元，跨三忠或禹洲大学城加收1元，最高票价2元                                                      |
| 791路      | 公交集团翔安公司                  | 新店车场 —— 杏林消防（杏林西路）             | 413县道，324国道，同安小西门， 同安汽车站，同集路，杏前路                | 新店：5:20-19:30 杏林消防：6:00-21:30 | 上车1元，跨三忠或禹洲大学城加收1元，最高票价2元                                                      |
| 792路      | 公交集团翔安公司                  | 内厝车场 —— 厦门北站（东广场）               | 324国道，同集路，天马路                                                  | 内厝：6:00-20:30 厦门北站：7:20-23:20 | 上车1元，跨段（三忠、禹洲大学城）加收1元，全程2元                                                    |
| 370路      | 公交集团翔安公司                  | 后郭 —— 后郭东                               | 天马专线                                                                 | 后郭：6:30-9:30 18:30-21:30 后郭东：6:30-9:30 18:30-21:30 | 全程1元 716路高峰区间线                                                                              |
| 801路      | 公交集团海沧公司                  | 阿罗海城市广场 —— 圣地亚哥                   | 海沧生活区，兴港路，马青路                                               | 阿罗海：6:40-21:30 圣地亚哥：6:40-21:30 | 全程1元 圣地亚哥位于龙海市                                                                           |
| 802路      | 公交集团海沧公司                  | 海沧房产 —— 青礁                             | 海沧生活区，南部市政，角嵩路                                             | 海沧房产：6:40-21:00 青礁：6:40-21:30 | 全程1元                                                                                              |
| 805路      | 公交集团海沧公司                  | 嵩屿公交场站 —— 天竺山东门                   | 兴港路，海沧生活区，海沧天虹， 海沧大道，翁角路，孚莲路                  | 嵩屿：6:20-20:30 天竺山：6:30-20:30 | 全程1元 夜间21:00的班次仅至新垵/阿罗海                                                               |
| 806路      | 公交集团海沧公司                  | 海沧房产 —— 嵩屿公交场站                     | 海沧生活区，海沧大道                                                     | 海沧房产：6:30-22:00 嵩屿：6:30-22:00 | 全程1元                                                                                              |
| 807路      | 公交集团海沧公司                  | 桥南公交场站 —— 长庚医院（停车场）           | 海沧天虹，海沧生活区， 明达实业，新阳                                    | 桥南：6:40-20:00 长庚医院：6:40-20:00 | 全程1元                                                                                              |
| 809路      | 公交集团海沧公司                  | 新阳西客运站 —— 新阳                         | 阳光西路，翁角路，长庚医院                                               | 新阳西：6:30-19:10 新阳：6:30-19:10 | 全程1元                                                                                              |
| 818路      | 公交集团海沧公司                  | 嵩屿公交场站 —— 嵩屿公交场站                 | 海沧大道、滨湖北路、兴港路                                               | 嵩屿：10:00-19:00 | 全程1元 内圈环线运行                                                                                 |
| 820路      | 海沧交通服务公司                  | 威迪亚科技——威迪亚科技                       | 阳光路、霞阳南路、翁角路                                                 | 外圈：7:00-18:20 内圈：7:10-18:30 | 全程1元 双向环线运行                                                                                 |
| 821路      | 海沧交通服务公司                  | 凤山村——青龙寨                               | 诗山村、东孚大道、天竺山路                                               | 凤山村：7:40-19:10 青龙寨：7:00-18:50 | 全程1元                                                                                              |
| 822路      | 海沧交通服务公司                  | 贞岱村——东埔村委会                           | 海翔大道、孚莲路、东孚大道、东埔村                                       | 贞岱村：7:00-19:30 东埔村：7:40-18:50 | 全程1元                                                                                              |
| 823路      | 海沧交通服务公司                  | 嵩屿公交场站 —— 西查验区                     | 嵩屿、兴港路、自贸办、角嵩路                                             | 嵩屿：7:25-17:05 西查验区：8:20-18:00 | 全程1元                                                                                              |
| 826路      | 海沧交通服务公司                  | 霞阳村 —— 东埔玛瑙村                         | 长庚医院，翁角路，第一农场                                               | 霞阳：6:30-17:15 玛瑙村：7:15-18:00 | 全程1元                                                                                              |
| 827路      | 海沧交通服务公司                  | 角美火车站 —— 嵩屿公交场站                   | 518县道，角嵩路，南海路，兴港路                                          | 角美火车站：6:48-20:27 嵩屿：6:00-19:15 | 上车1元，跨段（桥头村、圣地亚哥）加收1元，全程3元                                                    |
| 828路      | 海沧交通服务公司                  | 嵩屿公交场站 —— 新垵村                       | 兴港路，阿罗海，沧林路，海沧天虹， 霞飞路                                | 嵩屿：19:20-21:40 新垵：20:10-22:30 | 全程1元 晚间运行                                                                                     |
| 829路      | 海沧交通服务公司                  | 阿罗海城市广场 —— 阿罗海城市广场             | 海沧天虹，海沧生活区，兴港路， 建港路，未来海岸                          | 阿罗海：6:30-19:20 | 全程1元 双向环线运行                                                                                 |
| 830路      | 海沧交通服务公司                  | 海沧农客 —— 角美火车站                       | 海沧生活区，马青路，翁角路， 孚莲路，东孚大道                            | 海沧农客站：5:30-20:20 角美：6:10-20:30 | 上车1元，跨钢宇加收1元，全程2元                                                                      |
| 831路      | 海沧交通服务公司                  | 海沧天虹 —— 青礁                             | 海沧生活区，马青路                                                       | 海沧天虹：6:20-19:20 青礁：6:50-19:50 | 全程1元                                                                                              |
| 832路      | 海沧交通服务公司 角美公交公司联营 | 长庚医院门诊楼 —— 角美火车站                 | 长庚医院，翁角路，南北大道，马青路                                       | 长庚医院：6:30-20:15 角美火车站：6:30-20:15 | 全程1元                                                                                              |
| 834路      | 海沧交通服务公司                  | 海沧街道 —— 鼎美村                           | 南部市政，海沧生活区，霞飞路， 翁角路，卷烟厂                            | 海沧街道：5:30-19:40 鼎美：6:30-20:40 | 全程1元                                                                                              |
| 835路      | 海沧交通服务公司                  | 海沧街道 —— 东孚新城公交场站                 | 南部市政，海沧生活区，霞飞路， 翁角路，孚莲路                            | 海沧街道：5:40-19:30 东孚新城：6:50-20:30 | 全程1元                                                                                              |
| 836路      | 海沧交通服务公司                  | 海沧街道 —— 新阳正新                         | 南部市政，海沧生活区，霞飞路， 长庚医院，翁角路，阳光西路                | 海沧街道：7:30-18:50 新阳正新：7:35-18:45 | 全程1元                                                                                              |
| 837路      | 海沧交通服务公司                  | 海沧街道 —— 东孚浦头                         | 南部市政，海沧生活区，霞飞路， 翁角路，孚莲路                            | 海沧街道：6:00-19:20 浦头：7:05-19:25 | 全程1元                                                                                              |
| 838路      | 海沧交通服务公司                  | 海沧天虹 —— 长庚医院门诊楼                   | 海沧生活区，霞飞路                                                       | 海沧天虹：7:30-19:30 长庚医院：8:00-19:00 | 全程1元                                                                                              |
| 839路      | 海沧交通服务公司                  | 海沧农客站 —— 霞阳村                         | 海沧生活区，马青路，南北大道， 翁角路，长庚医院                          | 海沧农客站：6:40-19:00 霞阳：7:30-19:50 | 全程1元                                                                                              |
| 841路      | 公交集团海沧公司                  | 兴港花园 —— 厦大（南普陀）                   | 海沧生活区，海沧大桥，东渡， 轮渡，思明南路                              | 海沧：6:10-22:30 厦大：6:30-22:10 | 全程1元                                                                                              |
| 842路      | 公交集团海沧公司                  | 嵩屿公交场站 —— 梧村公交场站（地下站）       | 兴港路，海沧生活区，海沧大桥， 东渡，湖滨北路，湖滨东路                  | 嵩屿：6:23-22:00 梧村：6:30-22:30 | 上车1元，跨商检加收1元，全程2元                                                                      |
| 843路      | 鹭城公交公司                      | 阿罗海城市广场 —— 墩上公交场站               | 海沧生活区，海沧大桥，南山西路， 金湖路，钟宅路                          | 阿罗海：6:00-22:05 墩上：6:10-21:30 | 上车1元，跨长岸和旭路口加收1元，全程2元                                                              |
| 848路      | 鹭城公交公司                      | 桥南公交场站 —— 二中五缘校区                 | 海沧天虹，海沧大桥， 湖里大道，枋湖北二路                                | 桥南：6:30-22:25 二中：6:30-21:30 | 全程1元                                                                                              |
| 850路      | 公交集团海沧公司                  | 嵩屿公交场站 —— 寨上公交场站                 | 兴港路，海沧生活区，岳阳， 仙岳隧道，南山路，保税区                      | 嵩屿：6:30-20:20 寨上：6:47-21:30 | 上车1元，跨岳阳小区加收1元，全程2元                                                                  |
| 853路      | 公交集团海沧公司                  | 角美火车站 —— 厦港公交场站                   | 角嵩路，马青路，海沧生活区， 滨湖路，东渡，轮渡                          | 角美火车站：6:40-19:00 厦港：6:40-19:00 | 上车1元，跨段（灿坤、圣地亚哥、兴港花园、商检）加收1元，全程5元                                      |
| 854路      | 公交集团海沧公司                  | 新阳 —— 火车站南广场                         | 翁角路，长庚医院，马青路， 海沧大桥，湖滨东路                            | 新阳：6:20-21:00 站南广场：6:20-22:00 | 全程1元                                                                                              |
| 855路      | 公交集团海沧公司                  | 兴港花园 —— 会展中心                         | 海沧生活区，岳阳，湖滨东路， 莲坂，莲前路                                | 海沧：6:18-22:00 会展：6:15-23:30 | 上车1元，跨岳阳小区加收1元，全程2元                                                                  |
| 856路      | 公交集团海沧公司                  | 桥南公交场站 —— 五缘湾西公交场站             | 乐海百货，海沧生活区，东渡， 湖滨南路，莲前西路，金尚路， 枋湖村（下行） | 桥南：6:20-21:00 五缘湾西：6:30-22:20 | 上车1元，跨商检加收1元，全程2元                                                                      |
| 857路      | 公交集团海沧公司                  | 溪头下公交场站 —— 阿罗海城市广场             | 环岛路，思明南路，镇海路，文园路， 火车站，湖滨东路，岳阳，海沧生活区    | 阿罗海：6:35-22:10 溪头下：6:15-21:00 | 上车1元，跨岳阳小区加收1元，全程2元                                                                  |
| 858路      | 公交集团海沧公司                  | 阿罗海城市广场 —— SM城市广场（总站）         | 海沧生活区，东渡，禾祥路，火车站， 嘉禾路，台湾街                        | 阿罗海：6:25-21:00 SM：6:35-22:20 | 上车1元，跨商检加收1元，全程2元                                                                      |
| 859路      | 公交集团海沧公司                  | 一农公交场站 —— 七星公交场站                 | 翁角路，海沧大道，海沧天虹，仙岳路，体育中心                             | 一农：6:25-21:40 七星：6:15-22:30 | 上车1元，跨岳阳小区加收1元，全程2元                                                                  |
| 886路      | 公交集团海沧公司                  | 桥南公交场站 —— 五缘湾西公交场站             | 乐海百货，育才小学，东渡， 湖滨南路，莲前西路，金尚路， 枋湖村（下行）   | 桥南：7:10 7:25 7:40 五缘湾西：16:40 16:55 17:15 | 上车1元，跨商检加收1元，全程2元 856路高峰线路 工作日运营                                             |
| 890路      | 公交集团海沧公司                  | 海沧街道 —— 厦门北站（东广场）               | 北市，海沧生活区，霞飞路， 长庚医院，月美路，杏锦路，杏林湾路            | 海沧街道：6:35-18:00 厦门北站：7:00-20:00 | 上车1元，跨海沧万科城加收1元，全程2元                                                                |
| 892路      | 公交集团海沧公司                  | 海沧街道 —— 第二医院总站                     | 建港路，兴港路，海沧生活区， 马青路，马銮路，杏林西路，杏前路            | 海沧街道：6:20-19:40 第二医院：6:20-19:40 | 上车1元，跨海沧万科城加收1元，全程2元                                                                |
| 898路快运  | 公交集团海沧公司                  | 嵩屿公交场站 —— 厦门北站（东广场）           | 海沧大道，杏滨路，杏锦路， 杏林湾路，孙坂路                              | 嵩屿：6:40-20:00 厦门北站：7:00-23:20 | 全程2元                                                                                              |
| 900路      | 公交集团集美公司                  | 后溪公交场站 —— 园博苑公交场站               | 孙坂路，杏林湾路，杏林东路，宁宝                                         | 后溪：6:20-19:00 园博苑：6:30-19:00 | 全程1元                                                                                              |
| 901路      | 公交集团集美公司                  | 龙舟池 —— 厦门北站（东广场）                 | 石鼓路，孙坂路，理工（集美）                                             | 龙舟池：6:30-21:00 厦门北站：6:20-21:00 | 全程1元                                                                                              |
| 902路      | 公交集团集美公司                  | 东安公交场站 —— 厦门医学院                   | 华侨大学，杏林湾路，杏北二路，大学康城                                   | 东安：6:30-20:30 医学院：6:30-20:30 | 全程1元                                                                                              |
| 903路      | 公交集团集美公司                  | 嘉庚公交场站—— 坑内村                        | 石鼓路，杏前路，杏林西路，前场                                           | 嘉庚：6:10-19:30 坑内村：6:10-19:00 | 全程1元                                                                                              |
| 904路      | 公交集团集美公司                  | 园博苑公交场站 —— 双桥明珠                   | 宁宝，杏林消防，大学康城，厦工                                           | 园博苑：6:10-20:20 双桥明珠：6:25-21:00 | 全程1元                                                                                              |
| 905路      | 公交集团集美公司                  | 龙舟池 —— 兴才学院                           | 石鼓路，第二医院，天凤路，东林村， 理工路，理工（集美），北站，珩圣路    | 龙舟池：6:25-19:20 兴才学院：6:20-19:20 | 全程1元                                                                                              |
| 906路      | 公交集团集美公司                  | 西滨公交场站 —— 集美北海湾                   | 光明路，光华路，月美路，杏林东路， 杏锦路，杏林湾路，集美大道            | 西滨：6:20-20:30 北海湾：6:20-20:30 | 全程1元                                                                                              |
| 907路      | 公交集团集美公司                  | 厦门北站（东广场） —— 集美区人才市场         | 理工（集美），孙坂路，集美大道， 杏林湾路，杏林西路，光华路              | 厦门北站：6:30-21:15 集美人才市场：6:17-21:00 | 全程1元                                                                                              |
| 908路      | 公交集团集美公司                  | 园博苑枢纽站 —— 前场社区                     | 杏林东路，杏前路                                                         | 园博苑枢纽：6:30-21:00 前场社区：6:30-21:00 | 全程1元                                                                                              |
| 909路      | 公交集团集美公司                  | 嘉庚公交场站 —— 坂头军部                     | 孙坂路                                                                   | 嘉庚体育馆：6:20-20:00 坂头军部：6:10-20:00 | 全程1元                                                                                              |
| 910路      | 公交集团集美公司                  | 西滨公交场站 —— 后溪公交场站                 | 杏林西路，杏林北路，诚毅南路， 集美大道，孙坂路                          | 西滨：6:30-21:00 后溪：6:35-21:00 | 全程1元                                                                                              |
| 911路      | 公交集团集美公司                  | 深青公交场站 —— 软件园三期                   | 乐活小镇，灌口中路，医学院，杏林湾路                                     | 深青：6:40-20:40 软三：7:00-21:00 | 全程1元                                                                                              |
| 912路      | 公交集团集美公司                  | 美山小学 —— 软件园三期                       | 直达校车                                                                 | 美山小学：6:30-20:00 软三：6:30-20:00 | 全程1元                                                                                              |
| 913路      | 公交集团集美公司                  | 软件园三期 —— 中科院                         | 杏林湾路                                                                 | 软三：6:30-20:00 中科院：6:30-20:00 | 全程1元                                                                                              |
| 914路      | 公交集团集美公司                  | 福大工艺美院 —— 园博苑公交场站               | 海翔大道，杏林湾路，杏锦路                                               | 工艺美院：6:30-21:00 园博苑：6:30-21:00 | 全程1元                                                                                              |
| 915路      | 公交集团集美公司                  | 软件园三期 —— 水上运动中心                   | 郭厝，杏林湾路，滨水路                                                   | 软三：7:00-20:00 水上运动中心：6:30-20:00 | 全程1元                                                                                              |
| 916路      | 公交集团集美公司                  | 厦门北站 —— 杏南中学后溪校区                 | 车驾管所，岩内地铁站，后溪花园                                           | 北站：6:30-20:15 后溪中学：7:00-20:30 | 全程1元                                                                                              |
| 917路      | 公交集团集美公司                  | 杏南中学后溪校区 —— 软件园三期               | 天水路，厦门工学院，杏林湾路                                             | 后溪中学：7:00-21:00 软三：6:20-20:00 | 全程1元                                                                                              |
| 918路      | 公交集团集美公司                  | 嘉庚公交场站 —— 杏南公交场站                 | 集美区政府，集杏海堤，万科里，高浦                                       | 嘉庚：6:30-20:00 杏南：6:30-20:00 | 全程1元                                                                                              |
| 919路      | 公交集团集美公司                  | 杏林湾营运中心 —— 市民广场                   | 集美大道，集美区政府，集杏海堤，杏锦路                                   | 杏林湾：6:30-21:00 | 全程1元 环线运行，市民广场站清客                                                                     |
| 921路      | 公交集团集美公司                  | 嘉庚公交场站 —— 大岭村                       | 石鼓路，杏前路                                                           | 嘉庚：6:30-19:00 大岭村：6:30-19:00 | 全程1元                                                                                              |
| 922路      | 公交集团集美公司                  | 西滨公交场站 —— 诚毅技术学校                 | 杏林西路，日新路，杏前路， 石鼓路，东山村                                | 西滨：6:20-22:00 诚毅学校：6:25-22:00 | 全程1元                                                                                              |
| 923路      | 公交集团集美公司                  | 龙舟池公交场站 —— 岩内村                     | 石鼓路，浒井，理工路，理工（集美）                                       | 龙舟池：6:20-20:30 岩内村：6:30-20:30 | 全程1元                                                                                              |
| 924路      | 快速公交运营公司                  | 嘉庚公交场站 —— 浒井社区                     | 霞梧路口                                                                 | 嘉庚：5:50-22:30 浒井：6:10-22:40 | 全程1元 原L21线                                                                                      |
| 925路      | 公交集团集美公司                  | 园博苑公交场站 —— 东辉山口                   | 宁宝，明达，前场，灌口                                                   | 园博苑：6:20-19:20 东辉村：6:20-19:30 | 全程1元                                                                                              |
| 926路      | 公交集团集美公司                  | 园博苑公交场站 —— 中亚城寨内                 | 宁宝，万龙，华懋，锦园                                                   | 园博苑：6:35-20:30 中亚城：6:10-20:30 | 全程1元                                                                                              |
| 927路      | 公交集团集美公司                  | 软件园三期 —— 杏林后尾                       | 孙坂路，坂山，湖内，杏林湾路，杏林南路                                   | 软三：6:20-19:30 后尾：6:35-19:20 | 全程1元                                                                                              |
| 928路      | 快速公交运营公司                  | 嘉庚公交场站 —— 集美学村                     | 师范学院、石鼓路                                                         | 嘉庚公交场站：6:10-22:40 集美学村：6:10-22:55 | 全程1元                                                                                              |
| 929路      | 公交集团集美公司                  | 后溪公交场站 —— 龙舟池公交场站               | 孙坂路，石鼓路，集美大道地铁站                                           | 后溪：6:15-21:30 龙舟池：6:10-22:30 | 全程1元                                                                                              |
| 930路      | 公交集团集美公司                  | 杏南 —— TDK三期                              | 万龙，内茂，集源路，盛光路，连胜路                                       | 杏南：6:30-21:00 TDK三期：6:30-21:00 | 全程1元                                                                                              |
| 931路      | 公交集团集美公司                  | 园博苑公交场站 —— 杏林正新                   | 杏林东路，杏林西路                                                       | 园博苑：6:20-22:00 杏林正新：6:18-22:00 | 全程1元                                                                                              |
| 932路      | 公交集团集美公司                  | 塔山边 —— 陈井村部                           | 双岭，中仑，厦工，井城                                                   | 塔山边：6:30-19:10 陈井村部：6:20-19:10 | 全程1元                                                                                              |
| 933路      | 公交集团集美公司                  | 双桥明珠 —— 浦林村                           | 厦工重工，三圈电池                                                       | 双桥明珠：7:00-19:00 浦林村：6:30-19:00 | 全程1元                                                                                              |
| 935路      | 公交集团集美公司                  | 龙舟池公交场站 —— 厦门工学院                 | 石鼓路，孙坂路                                                           | 龙舟池：6:30-20:00 工学院：6:30-20:00 | 全程1元                                                                                              |
| 936路      | 公交集团集美公司                  | 杏林仰后 —— 厦门北站（东广场）               | 杏北二路，杏林北路，日新路，杏前路， 灌口大道，后溪大道，孙坂路，珩圣路  | 仰后：6:10-20:40 厦门北站：6:10-20:40 | 全程1元                                                                                              |
| 937路      | 公交集团集美公司                  | 园博苑公交场站 —— 后浦村                     | 厦门十中，曾营小学，杏南中学， 杏北二路，大学康城                        | 园博苑：6:30-19:00 后浦村：6:20-19:00 | 全程1元                                                                                              |
| 938路      | 公交集团集美公司                  | 双桥明珠 —— 上头亭村                         | 金龙客车厂                                                               | 双桥明珠：6:20-20:00 上头亭：6:20-20:00 | 全程1元                                                                                              |
| 939路      | 公交集团集美公司                  | 东蔡 —— 双桥明珠                             | 灌口中学                                                                 | 东蔡：6:30-19:00 6:30-19:00 | 全程1元                                                                                              |
| 940路      | 公交集团集美公司                  | 福泽园 —— 思北公交场站                       | 同集路，集美大桥，枋湖北二路， 金尚路，厦禾路                            | 福泽园：6:00-18:10 思北：7:00-19:30 | 上车1元，跨T4候机楼加收1元，全程2元                                                                  |
| 942路      | 公交集团海沧公司                  | 灌南工业区 —— 会展中心                       | 厦工，杏前路，厦门大桥，嘉禾路， 吕岭路，金尚路，莲前东路                | 灌南：6:45-20:30 会展：6:25-21:50 | 上车1元，跨高崎加收1元，全程2元                                                                      |
| 945路      | 公交集团集美公司                  | 杏林仰后 —— 枋湖客运中心（TBK）              | 杏北二路（上行），杏林东路， 杏林大桥，嘉禾路，园山南路                  | 仰后：6:10-20:00 枋湖：7:00-21:00 | 全程1元                                                                                              |
| 946路      | 公交集团集美公司                  | 杏林仰后 —— 轮渡公交场站                     | 杏林北路，杏林东路，杏林大桥， 疏港高架路，东渡，厦禾路                  | 仰后：6:10-20:15 轮渡：7:00-21:00 | 上车1元，跨濠头加收1元，全程2元                                                                      |
| 947路      | 公交集团集美公司                  | 软件园三期 —— 市行政服务中心                 | 市民广场，园博苑西门，内茂， 杏林东路，杏林大桥，金尚路， 尚忠，云顶北路 | 软件园三期：5:50-20:10 市行政中心：6:40-21:10 | 上车1元，跨机场路口加收1元，全程2元                                                                  |
| 948路      | 公交集团集美公司                  | 杏南公交场站 —— 会展中心                     | 马銮路，杏林北路，杏林湾路， 集美大道，环岛干道，前埔东路                | 杏南：6:20-20:00 会展：6:30-20:05 | 上车1元，跨T4候机楼加收1元，全程2元                                                                  |
| 949路      | 公交集团集美公司                  | 厦门北站（东广场） —— 前埔公交场站           | 海翔大道，软件园三期，集美大道， 环岛干道，前埔南区（上行）              | 厦门北站：6:00-20:20 前埔：6:55-21:30 | 上车1元，跨T4候机楼加收1元，全程2元                                                                  |
| 951路      | 公交集团集美公司                  | 大学康城总站 —— 第一码头                     | 西滨路，日新路，杏前路，厦门大桥， 嘉禾路，屿后，湖滨南，厦禾路          | 大学康城：6:00-20:40 第一码头：6:30-21:50 | 上车1元，跨高崎加收1元，全程2元                                                                      |
| 952路      | 公交集团集美公司                  | 杏南 —— 第一码头                             | 马銮路，内茂，厦门大桥， 嘉禾路，厦禾路                                  | 杏南：5:40-22:30 第一码头：5:40-22:30 | 上车1元，跨高崎加收1元，全程2元                                                                      |
| 953路快运  | 公交集团集美公司                  | 厦门北站（东广场） —— 梧村公交场站（地下站） | 浒井，厦门大桥，嘉禾路                                                   | 厦门北站：6:00-23:30 梧村：6:20-23:30 | 全程2元                                                                                              |
| 954路      | 公交集团集美公司                  | 后溪公交场站 —— 第一码头                     | 杏前路，厦门大桥，嘉禾路，仙岳路， 东渡，厦禾路                          | 后溪：6:05-21:00 第一码头：6:10-21:10 | 上车1元，跨高崎加收1元，全程2元                                                                      |
| 955路快运  | 公交集团集美公司                  | 软件园三期 —— 七星公交场站                   | 华侨大学、殿前、商检                                                     | 软三：6:15-18:45 七星：7:15-19:45 | 全程2元                                                                                              |
| 956路      | 公交集团集美公司                  | 园博苑公交场站 —— 湖里竹坑                   | 宁宝，内茂，厦门大桥，湖里大道                                           | 园博苑：5:55-21:00 公交场站：6:40-21:45 | 全程1元                                                                                              |
| 957路快运  | 公交集团集美公司                  | 厦门北站（东广场） —— 第一码头               | 海翔大道，软件园三期，杏林湾路， 内茂，杏林大桥，疏港高架路，东渡        | 厦门北站：6:00-21:30 第一码头：7:00-22:30 | 全程2元                                                                                              |
| 958路      | 公交集团集美公司                  | 大学康城总站 —— 梧村公交场站（地下站）       | 杏北二路，杏林西路，马銮路，翁角路， 霞飞路，东渡，天湖苑，湖滨南路      | 大学康城：6:10-21:00 梧村：6:25-21:30 | 上车1元，跨海沧万科城或商检加收1元，最高票价2元                                                      |
| 959路      | 公交集团集美公司                  | 东安公交场站 —— 高林中路                     | 石鼓路，厦门大桥，嘉禾路，高崎4号候机楼                                  | 东安：6:00-21:45 高林中路：6:15-21:45 | 上车1元，跨高崎加收1元，全程2元                                                                      |
| 961路      | 公交集团集美公司                  | 龙舟池 —— 西柯枢纽站                         | 石鼓路，同集路                                                           | 龙舟池：6:20-20:00 西柯：6:30-20:00 | 全程1元                                                                                              |
| 980路      | 公交集团集美公司                  | 厦门北站（东广场） —— 角美火车站             | 珩圣路，孙坂路，后溪大道，灌口大道，东孚大道                             | 厦门北站：6:00-19:40 角美火车站：6:25-20:20 | 上车1元，跨大路墘加收1元，全程2元                                                                    |
| 981路      | 公交集团集美公司                  | 嘉庚公交场站 —— 后祥路                       | 同集路，杏前路，杏林西路，马銮路， 长庚医院，翁角路                      | 嘉庚：6:10-21:00 后祥路：6:05-21:00 | 全程1元                                                                                              |
| 982路      | 公交集团集美公司                  | 园博苑公交场站 —— 海晟                       | 宁宝，明达，马銮，长庚医院， 霞飞路，海沧生活区                          | 园博苑：6:10-20:45 海晟：6:05-21:00 | 全程1元                                                                                              |
| 983路      | 公交集团集美公司                  | 东安公交场站 —— 东孚浦头                     | 东孚大道，灌口大道，三社，杏前路，集美区政府，孙厝路口                   | 东安：6:10-21:20 浦头：6:10-21:20 | 上车1元，跨大路墘加收1元，全程2元                                                                    |
| 988路      | 公交集团集美公司 海沧交服公司联营 | 杏林正新 —— 新阳正新                         | 新源路，马銮路，长庚医院                                                 | 杏林正新：6:20-20:05 新阳正新：6:18-20:40 | 全程1元                                                                                              |
| 990路快运  | 公交集团集美公司                  | 市行政服务中心 —— 软件园三期                 | 杏锦路，杏林大桥，嘉禾路                                                 | 政务中心：6:40-7:00 17:00-17:20 软三：7:30-7:50 17:50-18:10 | 全程2元 947路高峰快线 工作日运营                                                                     |
| 992路      | 公交集团集美公司                  | 软件园东二门 —— 软件园三期龙亭               | 集美大道，环岛干道                                                       | 软件园东二门：8:30-9:00 17:30-18:00 软三：7:30-8:00 16:30-17:00                                                                                                 | 949路高峰区间。上车1元，跨T4候机楼加收1元，全程2元 工作日运营。                                      |
| 993路      | 公交集团集美公司                  | 集美学村 —— 中埔批发市场                     | 厦门大桥                                                                 | 集美学村：5:00-19:00 中埔：5:30-19:30 | 全程1元                                                                                              |
| 994路      | 公交集团集美公司                  | 后溪公交场站 —— 第一码头                     | 324国道，杏前路，嘉禾路，厦禾路                                          | 后溪：6:00-20:00 第一码头：6:40-21:10 | 上车1元，跨高崎加收1元，全程2元                                                                      |
| 996路      | 公交集团集美公司                  | 西滨公交场站 —— SM城市广场                   | 光华路，高浦西，全总中心， 高崎，马垅                                    | 西滨：6:10-20:10 SM：7:00-21:00 | 上车1元，跨高崎加收1元，全程2元                                                                      |
| 490路      | 公交集团集美公司                  | 软件园三期公寓楼 —— 杏林湾商务中心           | 诚毅东路                                                                 | 软三公寓：7:30-23:10 杏林湾商务中心：7:50-23:30 | 全程1元 社区公交                                                                                     |
| 491路      | 公交集团集美公司                  | 软件园三期 —— 嘉庚体育馆                     | 诚毅东路，集美大道                                                       | 软三：20:00-23:30 嘉庚：20:30-24:00 | 全程1元 社区公交 晚间运行                                                                            |
| 492路      | 公交集团集美公司                  | 软件园三期 —— 杏南公交场站                   | 诚毅东路，杏林北路                                                       | 软三：20:00-23:30 杏南：20:30-24:00 | 全程1元 社区公交 晚间运行                                                                            |
| 493路      | 公交集团集美公司                  | 软件园三期 —— 厦门北站                       | 诚毅东路，杏林湾路，学院路                                               | 软三：20:00-23:30 北站：20:30-24:00 | 全程1元 社区公交 晚间运行                                                                            |
| 494路      | 公交集团集美公司                  | BRT厦门北站 —— 杏南中学后溪校区              | 车驾管服务中心                                                           | BRT厦门北站：8:10 8:25 后溪中学：17:10 17:25 | 全程1元 社区公交 工作日高峰运行                                                                      |
| 495路      | 公交集团集美公司                  | 园博苑公交场站 —— 中航城                     | 万科里、园博一里                                                         | 园博苑：6:45-09:00 17:15-19:00 中航城：7:00-09:15 17:30-19:15                                                                                                   | 全程1元 社区公交 高峰运行                                                                            |

### BRT
- 现有快1、快2、快3、快5、快6、快7、快8、快9共8条BRT线路。
- BRT链接线现已改为普通公交。

### 公交机场专线
一票制1元。
- BRT第一码头↔……↔高崎T3候机楼↔……↔高崎T4候机楼

### 地鐵機場接駁線
车资10元，25分钟一班。路线：地铁高崎站↔机场T3航站楼↔机场T4航站楼。

### 軟件園接駁線
軟件園三期接駁線：全程0.5元，工作日高峰期運營：軟件園三期起步區站↔……↔D08公寓樓

### 定制公交
目前有D1路, D2路, D3路, D4路, D5路, D7路, D8路, D9路, D10路, D11路, D12路, D13路, D14路,D15路,D16路,D17路共17条线路。

### 同安旅游专线
一票制7元。
- 同游1线：野山谷景区↔梵天寺
- 同游2线：金光湖景区↔梵天寺

### 集美旅游专线
该线使用仿古铛铛车。一票制1元，各类优待证卡照常实行优惠政策。
- 集游1线：厦门北站↔龙舟池公交场站